# FCドルドイ・ビシュケク
FCドルドイ・ビシュケク（英: FC Dordoi Bishkek）は、キルギスの首都ビシュケクを本拠地とするサッカークラブである。

## 歴史
- 1997年 FCドルドイ・ナルインとして発足。
- 1998年 FCドルドイ-ジャシュティク-SKIFナルインに改名。
- 1999年 FCドルドイ・ナルインに改名。
- 2004年 FCドルドイ・ディナモ・ナルインに改名。
- 2010年 ナルインからビシュケクに移転し、FCドルドイ・ビシュケクに改名。

### クラブ名の由来
親会社のドルドイグループに由来する。

## タイトル

### 国内タイトル
- キルギス・リーグ：13回
  - 2004, 2005, 2006, 2007, 2008, 2009, 2011, 2012, 2014, 2018, 2019, 2020, 2021

- キルギス・カップ：10回
  - 2004, 2005, 2006, 2008, 2010, 2012, 2014, 2016, 2017, 2018

- キルギス・スーパーカップ：6回
  - 2012, 2013, 2014, 2019, 2020, 2021

### 国際タイトル
- AFCプレジデンツカップ：2回
  - 2006, 2007

## 所属選手
- クロード・マカ・クム 2007-2009、2012
- デイヴィッド・テッテフ 2007-
- ミルラン・ムルザエフ 2007-2010, 2012-2013, 2014-
- カリーム・ウラー 2014-2015